# Aulamorphus
Aulamorphus là một chi bọ cánh cứng trong họ Chrysomelidae.
Chi này được Jacoby miêu tả khoa học năm 1897.

## Các loài
Các loài trong chi này gồm:
- Aulamorphus decoratus (Laboissiere, 1926)
- Aulamorphus flavipes Laboissiere, 1926
- Aulamorphus histrio Laboissiere, 1926
- Aulamorphus hollisi Jacoby, 1897
- Aulamorphus laevipennis Laboissiere, 1926
- Aulamorphus pictus Jacoby, 1906
- Aulamorphus punctatus Laboissiere, 1926
- Aulamorphus similis Laboissiere, 1926
- Aulamorphus variabilis Gahan, 1909